# Le PAL
Koordinaten: 46° 30′ 26″ N, 3° 37′ 50″ O
Le PAL ist ein Freizeitpark in Frankreich, der aus einem Vergnügungspark und einem Tierpark besteht. Er befindet sich in der Nähe der Gemeinde Saint-Pourçain-sur-Besbre im Kanton Dompierre-sur-Besbre.

Auf einer Gesamtfläche von rund 50 Hektar werden 26 Attraktionen und über 700 Tiere geboten. Geleitet wird der Park von Arnaud Bennet, dem Sohn des 1981 verstorbenen André Charbonnier, dem Gründer des Parks.

## Geschichte
Le PAL wurde 1973 als Tierpark von André Charbonnier mit Hilfe eines Tierarztes aus dem Pariser Zoo de Vincennes eröffnet. In den ersten Jahren besaß der Park bereits einen Zug und einen kleinen Spielplatz. Erst seit dem Jahr 1981 ist aus dem bisherigen Park ein Vergnügungspark mit Tierpark entstanden. 1998 zählte der Park rund 280.000 Besucher, 2009 waren es 514.040, 2016 591.000 und 2017 600.000 Besucher.

## Tierpark
Der Tierpark besitzt mehrere große Flächen, auf denen über 700 Tiere leben. Dazu bietet der Park regelmäßig Tiervorführungen an, sowohl mit Seelöwen als auch mit Papageien. Auch Elefanten, Giraffen und Zebras sind im Park zu finden. Dazu ist der Park im Besitz von vielen Katzenarten wie Löwen, Tiger, Leoparden, Panther usw., aber auch verschiedene Vogelarten kann man in dem Park sehen.

## Vergnügungspark
Der Vergnügungspark von Le PAL besteht derzeit aus insgesamt 31 Attraktionen, davon sind fünf Achterbahnen und sechs Wasserattraktionen im Park zu finden.

### Achterbahnen

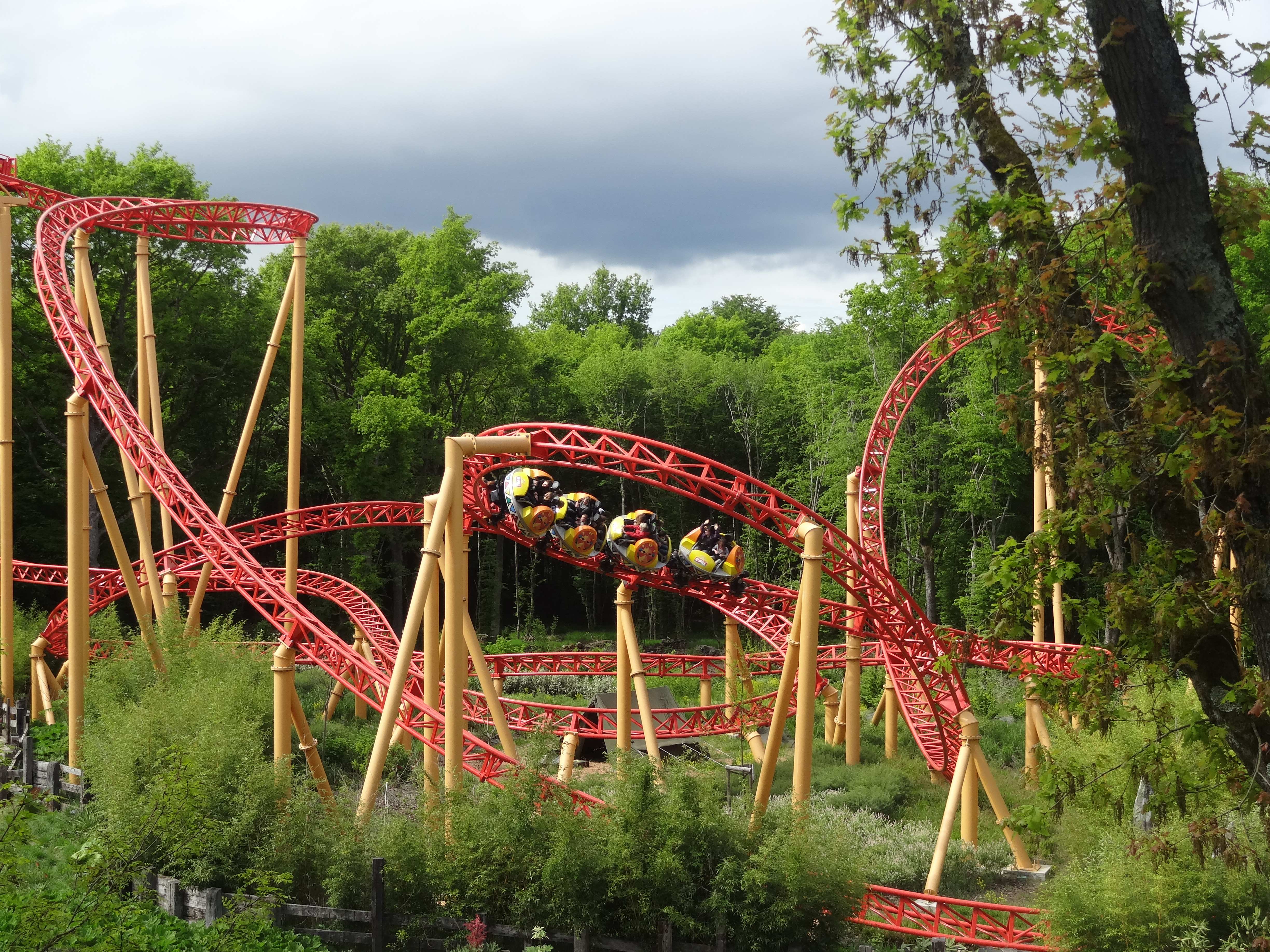
Spinning Coaster „Twist“

| Name           | Typ                   | Hersteller | Eröffnungsjahr |
| -------------- | --------------------- | ---------- | -------------- |
| Azteka         | Achterbahn            | Soquet     | 2003           |
| Fjord Explorer | Wasserachterbahn      | Mack Rides | 2024           |
| Siberian Tiger | Achterbahn            | Reverchon  | 1990           |
| Twist          | Spinning Coaster      | Mack Rides | 2011           |
| Yukon Quad     | Family Launch Coaster | Intamin    | 2018           |

### Wasserattraktionen
| Name                    | Typ                        | Hersteller       | Eröffnungsjahr |
| ----------------------- | -------------------------- | ---------------- | -------------- |
| Alligator Bay           | Splash Battle              | Mack Rides       | 2014           |
| Canadian River          | Wildwasserbahn             | Soquet           | 1992           |
| Down the Colorado River | Rapid River                | Soquet           | 1988           |
| Goldhunters Lake        | Tow Boat Ride              | Mack Rides       |                |
| Rapido                  | Schlauchboot Wasserrutsche | Metallbau Emmeln | 2005           |

### Weitere Attraktionen

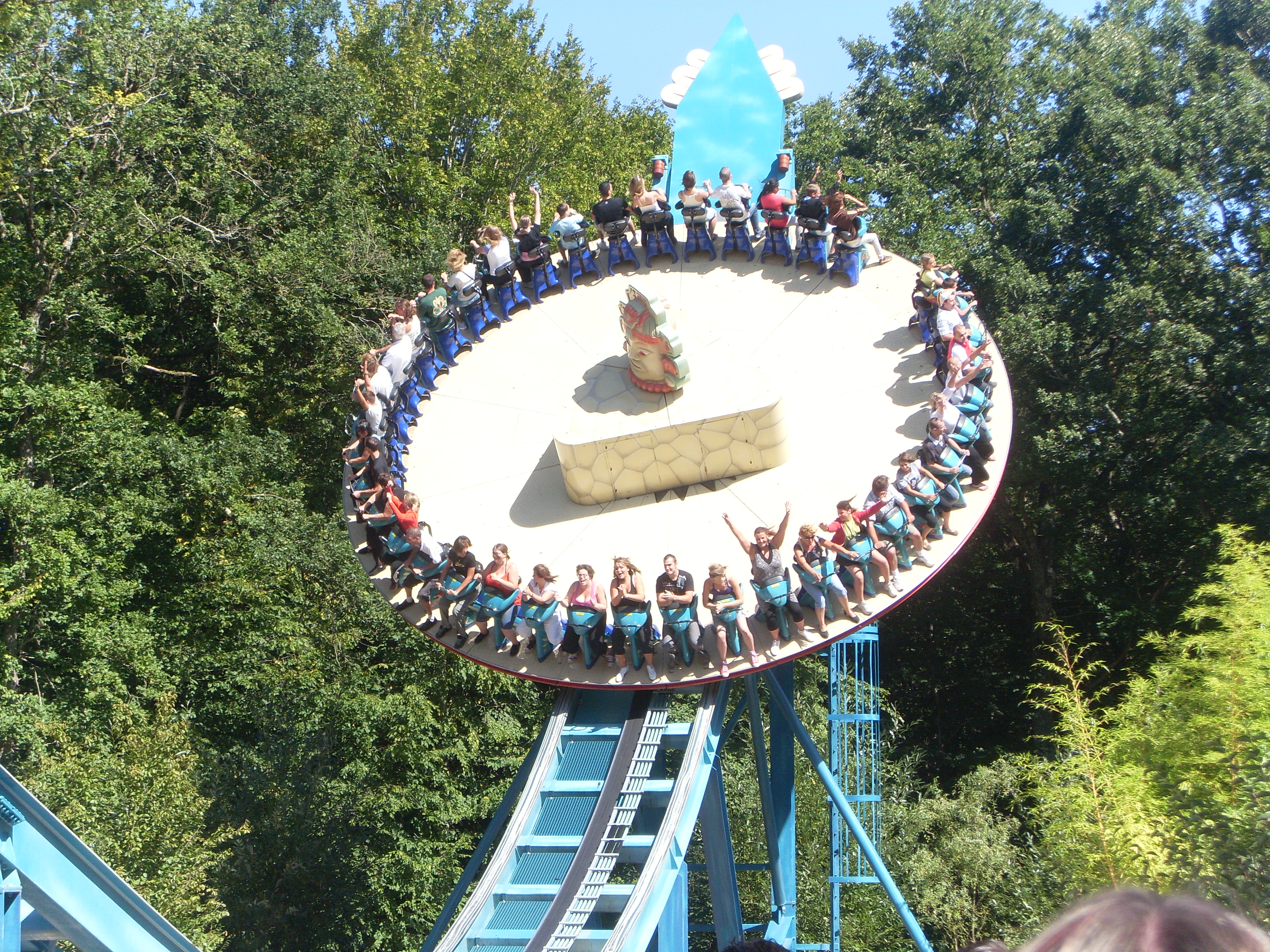
Disk’O Coaster „Sun Disk“

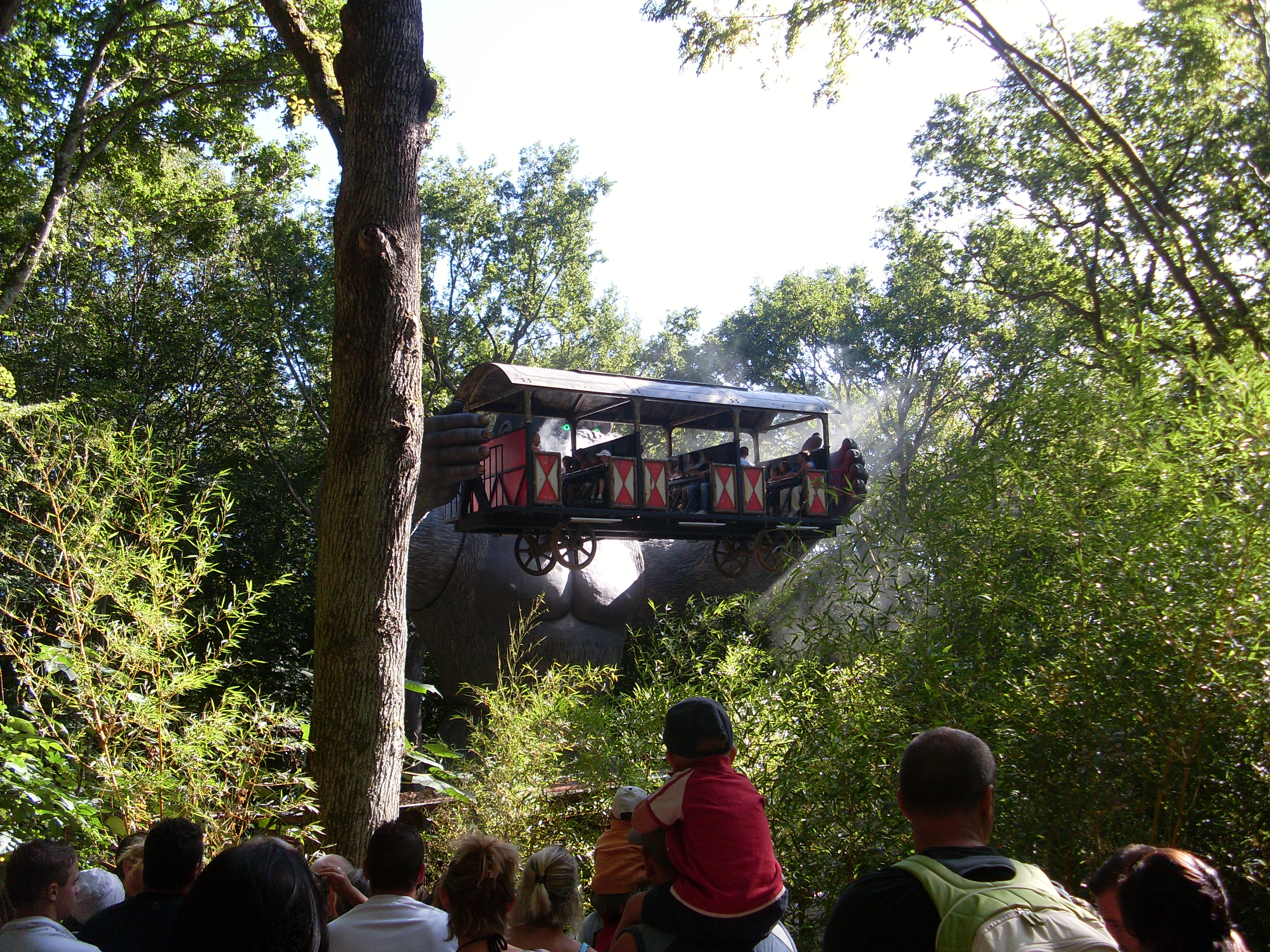
Huss Rides „King Kong“

| Name                  | Typ                 | Hersteller     | Eröffnungsjahr |
| --------------------- | ------------------- | -------------- | -------------- |
| Adventurers Train     | Parkeisenbahn       | Soquet         |                |
| African Journey       |                     | Soquet         |                |
| Caravels              | Musik Express       | Mack Rides     | 1997           |
| Conquest of the West  | Kindereisenbahn     | Soquet         |                |
| Desert Squadron       | Mini Jet            | Zamperla Rides |                |
| Dynamik 3D Cinema     | 3D-Kino             |                | 2000           |
| Enchanted Forest      |                     |                |                |
| Frogs Roundabout      | Jump Around         | Zamperla Rides | 2013           |
| King Kong             | King Kong           | Huss Rides     | 2009           |
| Le PAL Stud Farm      | Nostalgie-Karussell | Soquet         |                |
| Merry-Go-Round        | Karussell           |                |                |
| Magic Cups            | Kaffeetassenfahrt   | Zamperla Rides |                |
| Mystery Tower         | Vertikalfahrt       | Zamperla Rides | 2008           |
| Oriental Balloons     | Balloon Race        | Zamperla Rides | 2008           |
| Pirate Ship           | Schiffschaukel      | Fabbri         |                |
| Sun Disk              | Disk’O Coaster      | Zamperla Rides | 2007           |
| Swing Ride            | Wellenflieger       | Zierer Rides   | 2016           |
| Voyage over the World | Monorail            | Soquet         |                |